# Thionia caviceps
Thionia caviceps är en insektsart som beskrevs av Fowler 1905. Thionia caviceps ingår i släktet Thionia och familjen sköldstritar. Inga underarter finns listade i Catalogue of Life.